# Anton Ehmann
Anton „Toni“ Ehmann (* 17. Dezember 1972) ist ein ehemaliger österreichischer Fußballspieler und jetziger -trainer.

## Karriere
Seine fußballerische Laufbahn begann Ehmann bei Deutschlandsberg. Danach folgten über die Zwischenstation SV Flavia Solva Wagna die ersten Bundesligaspiele ab 1996 für den Linzer ASK und die SV Ried. 1997 wechselte er zum Grazer AK. Mit den Grazern wurde er dreimal ÖFB-Cupsieger sowie österreichischer Meister 2004. Außerdem kam Anton Ehmann immer wieder zu Einsätzen im österreichischen Nationalteam. Insgesamt kann er auf 13 Länderspiel-Einsätze verweisen, die er zwischen 2002 und 2005 absolvierte.
Anton Ehmann war 2007 einer der Gläubiger beim Zwangsausgleich des GAK, verzichtete aber auf 160.000 Euro. Im Sommer 2006 wechselte Ehmann wieder zum LASK, mit dem er Meister der Ersten Liga wurde und in die Bundesliga aufstieg, ehe er in der Sommerpause 2007 zum ASK Schwadorf übertrat. Nach dem missglückten Gastspiel in Schwadorf wechselte er 2008 innerhalb der Liga zum FC Gratkorn. Dort beendete er 2009 seine Profikarriere.
Am Ende der Herbstsaison 2010 übernahm er das Amt des Trainers beim Regionalligisten SV Gleinstätten. Weitere Trainerstationen waren SV Schwanberg, FC Lankowitz und ab August 2015 der ASK Köflach.
Bereits Ende 2005, noch während seiner Zeit als Profifußballspieler, gründete er die Firma Clever Computer Solutions GmbH, mit der er unter anderem das Internet-Shopping-Portal Shoppingfuchs.at betrieb, die mittlerweile wieder eingestellt wurde. Mit der Firma expandierte er Mitte 2006 auch nach Deutschland, wobei auch shopping-fuchs.de mittlerweile außer Betrieb ist. Mit 100.000 Euro stieg er im Jahre 2005 auch mit Shoppingfuchs.at als Sponsor seines Vereines, dem Grazer AK, ein.

## Erfolge
- 1 × Österreichischer Meister: 2004
- 3 × Österreichischer Cupsieger: 2000, 2002, 2004
- 1 × Österreichischer Zweitligameister: 2007 (Erste Liga)
- 13 Spiele für die österreichische Fußballnationalmannschaft von 2002 bis 2005